# لو اکون
 لو اکون (روسی: Лев Борисович Окунь؛ زاده ۱۹۲۹) یک فیزیک‌دان اهل روسیه است.